# 201e division de fusiliers (1re formation)
Pour les articles homonymes, voir 201e division.
La 201e division de fusiliers est une unité militaire soviétique du début de la Seconde Guerre mondiale. Comptant un grand nombre de Lettons dans ses rangs, elle combat pendant la Grande Guerre patriotique et devient la 43e division de fusiliers de la Garde (en) en 1942. 

## Historique
La division est organisée en 3 août 1941 près de Nijni Novgorod. La division est engagée au combat à partir de décembre 1941. Après avoir combattu lors de la bataille de Moscou et la bataille de la poche de Demiansk, la division reçoit le titre d'unité de la Garde soviétique en octobre 1942.